# Dělnická tělocvičná jednota
Dělnická tělocvičná jednota (DTJ; übersetzt Arbeiterturnverein) wurde im Jahr 1897 als Folge eines politischen Konfliktes innerhalb der tschechischen Sokolorganisation gegründet.
Die Mitglieder der 1894 eigenständig gewordenen Tschechischen Sozialdemokratischen Partei gerieten in einen Konflikt mit der nationalpatriotisch dominierten Sokolgemeinde, weswegen sie aus der Organisation austraten oder auch ausgeschlossen wurden. Sie erschufen ihren eigenen Arbeiterturnverein (dělnická tělocvičná jednota – DTJ), der nur Sozialdemokraten zugänglich war und sich unter ihnen schnell etablieren konnte. Eine Zusammenarbeit mit Sokol oder dem 1909 gegründeten katholischen Turnverein Orel lehnte DTJ entschieden ab.